# 立つどうぶつ物語
『立つどうぶつ物語』（たつどうぶつものがたり）は、2005年夏公開の日本映画。上映時間は70分。配給はトルネード・フィルム。

## 出演した動物
- レッサーパンダ(風太君）
- ロンロン(風太君のおじいちゃん）
- ゴマフアザラシ
- ミニ豚
- ミーアキャット
- ラッコ
- プレーリードッグ
- シマリス
- ベニイロフラミンゴ
- チンアナゴ
- カンガルー
- クリオネ
- イノシシ
- ハゴロモツル
- マルチーズ
- ミニウサギ
- ヒョウ
- ホワイトワラビー
- ヤギ
- アリクイ
- オグロワラビー
- コツメカワウソ

## スタッフ
- 撮影・構成・演出：上野境介
- ナレーション：黒崎彩子
- 編集：和田剛
- 演出補佐：黒木大紀、永江二郎
- スチル：種田史洋
- 協力：松村真吾
- 製作：高木政巨、叶井俊太郎
- プロデューサー：永島彰博、西山剛史、大橋孝史
- アソシエイト・プロデューサー：前野展啓
- プロモーション協力：久保田恭史、小谷仁
- 提供：エイベックス・エンタテインメント
- 製作：トルネード・フィルム
- プロデューサー：永島彰博、西山剛史、大橋孝史
- アソシエイト・プロデューサー：前野展啓プロモーション
- 協力：久保田恭史、小谷仁
- 音楽：碇英記

## テーマソング
- ネコに風船:大塚愛

## DVD
- この作品のDVDは2005年12月7日に発売された